# Valbonnais
Valbonnais település Franciaországban, Isère megyében. Lakosainak száma 514 fő (2022. január 1.). Valbonnais Entraigues, Oris-en-Rattier, Saint-Laurent-en-Beaumont, Saint-Michel-en-Beaumont, Siévoz és Chantepérier községekkel határos.

## Népesség
A település népessége az elmúlt években az alábbi módon változott:
| Lakosok száma | 521  | 434  | 486  | 491  | 507  | 499  | 495  | 506  | 512  | 514  |
|               | 1968 | 1982 | 1990 | 2006 | 2013 | 2015 | 2017 | 2019 | 2020 | 2022 |